# Objectief (optica)

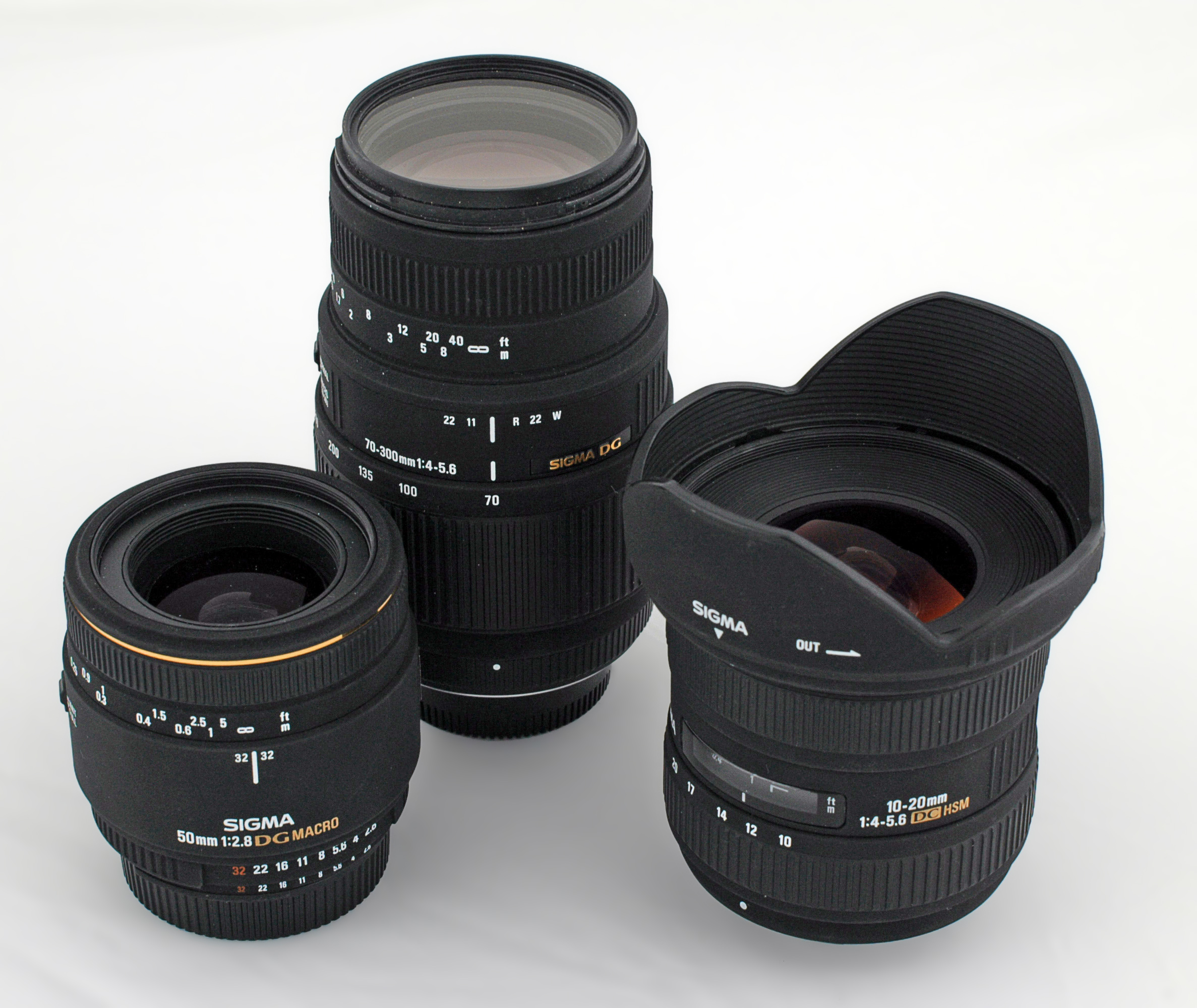
Fotografische objectieven met verschillende brandpuntsafstanden

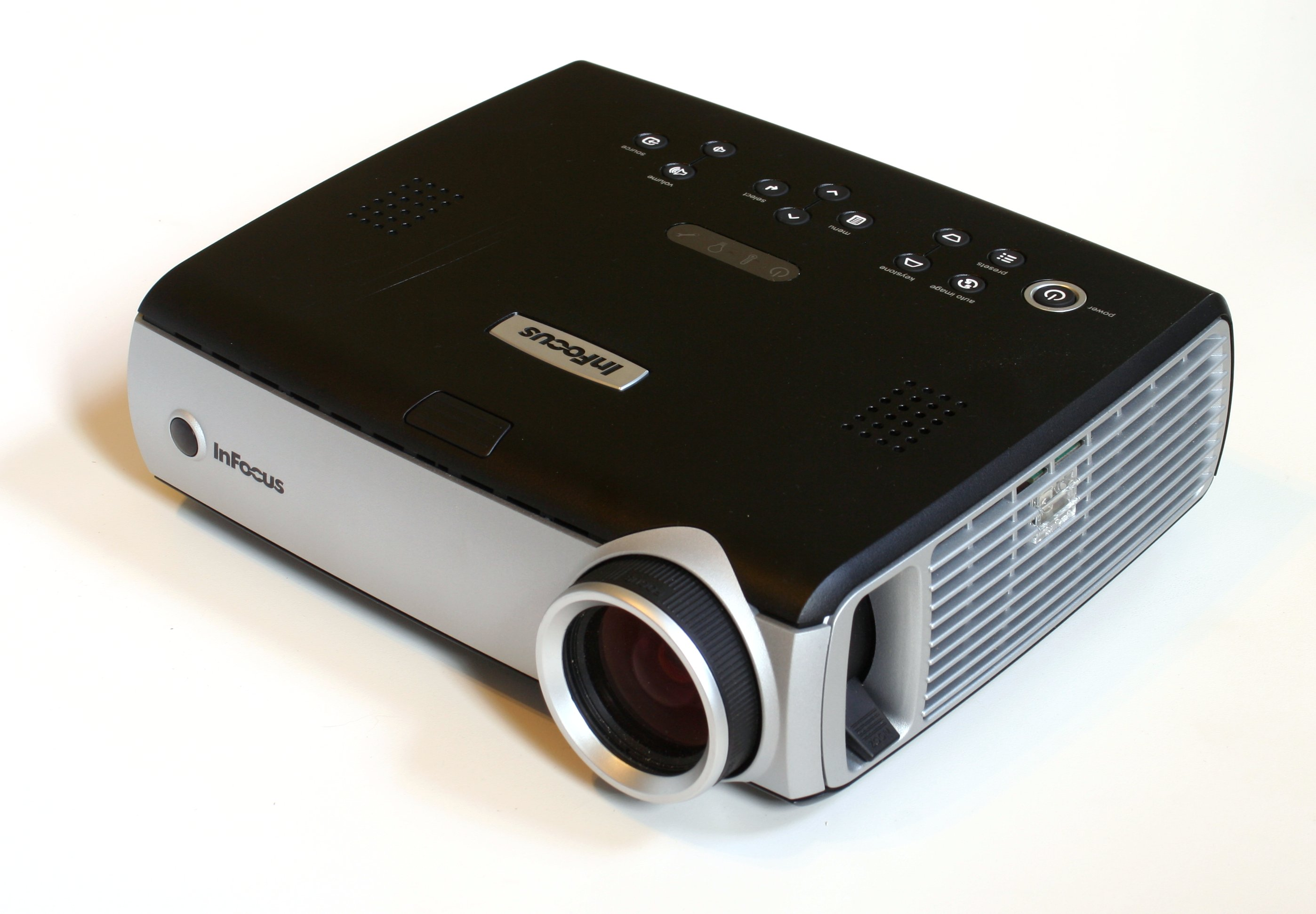
Videoprojector of beamer

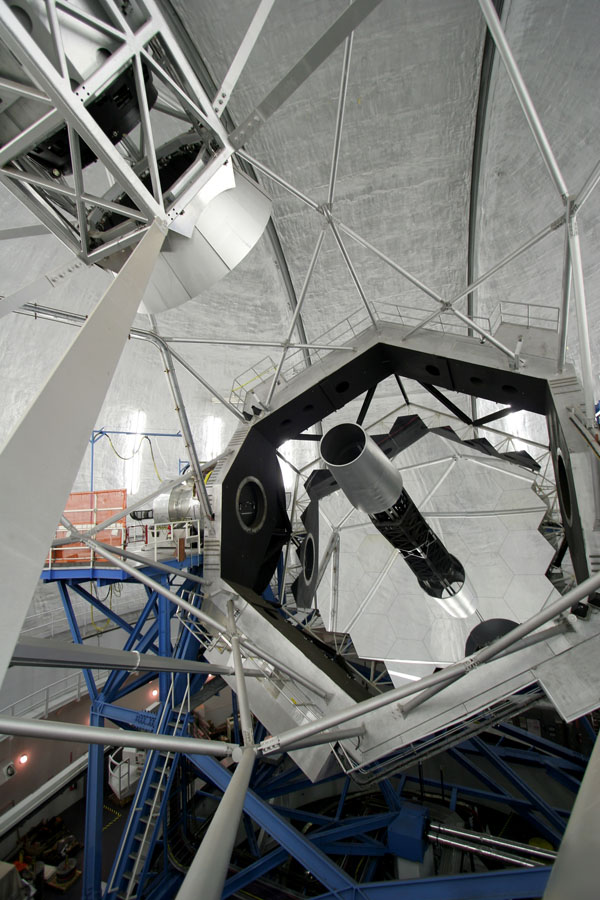
Gesegmenteerde spiegel

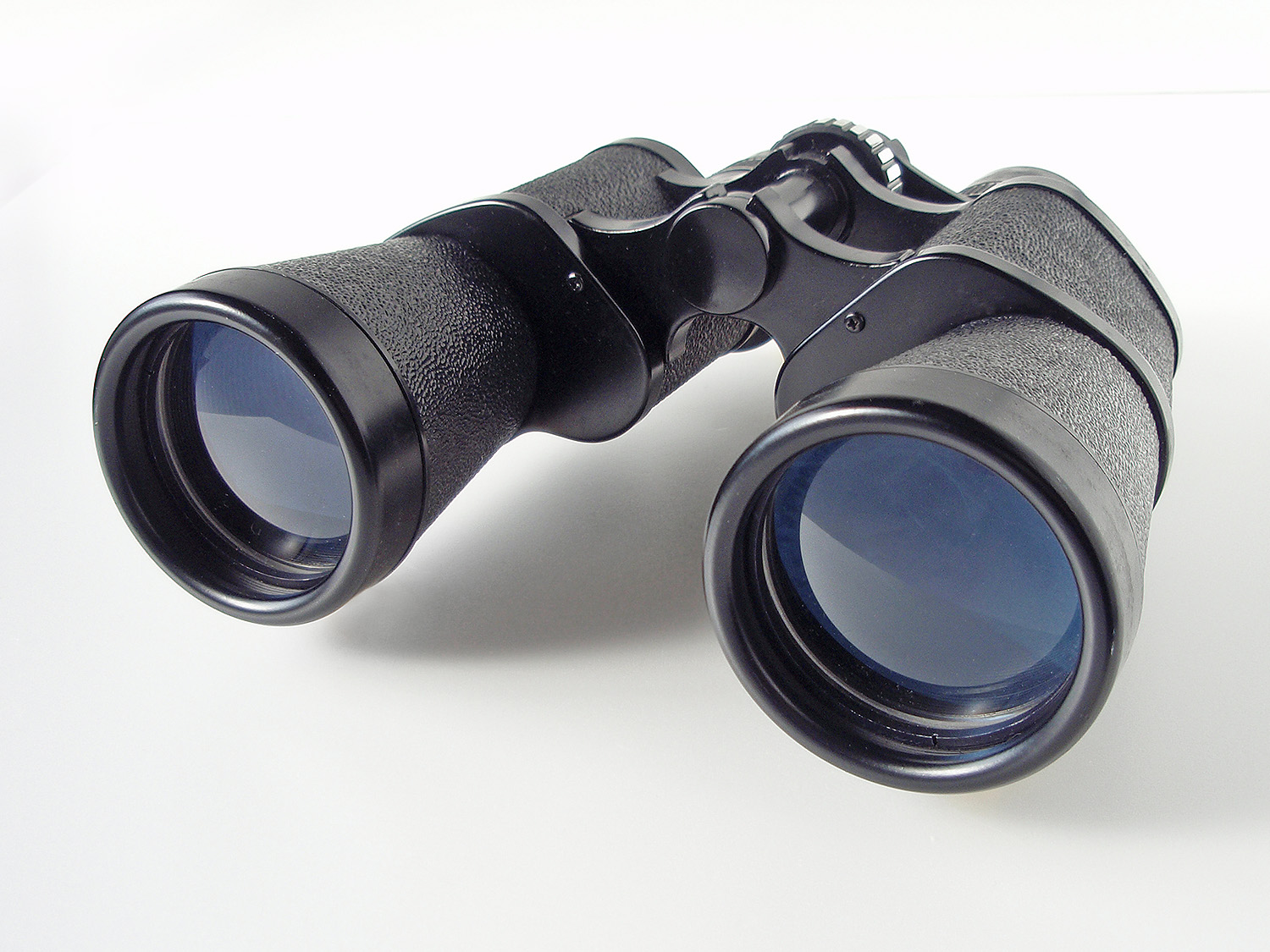
Verrekijker

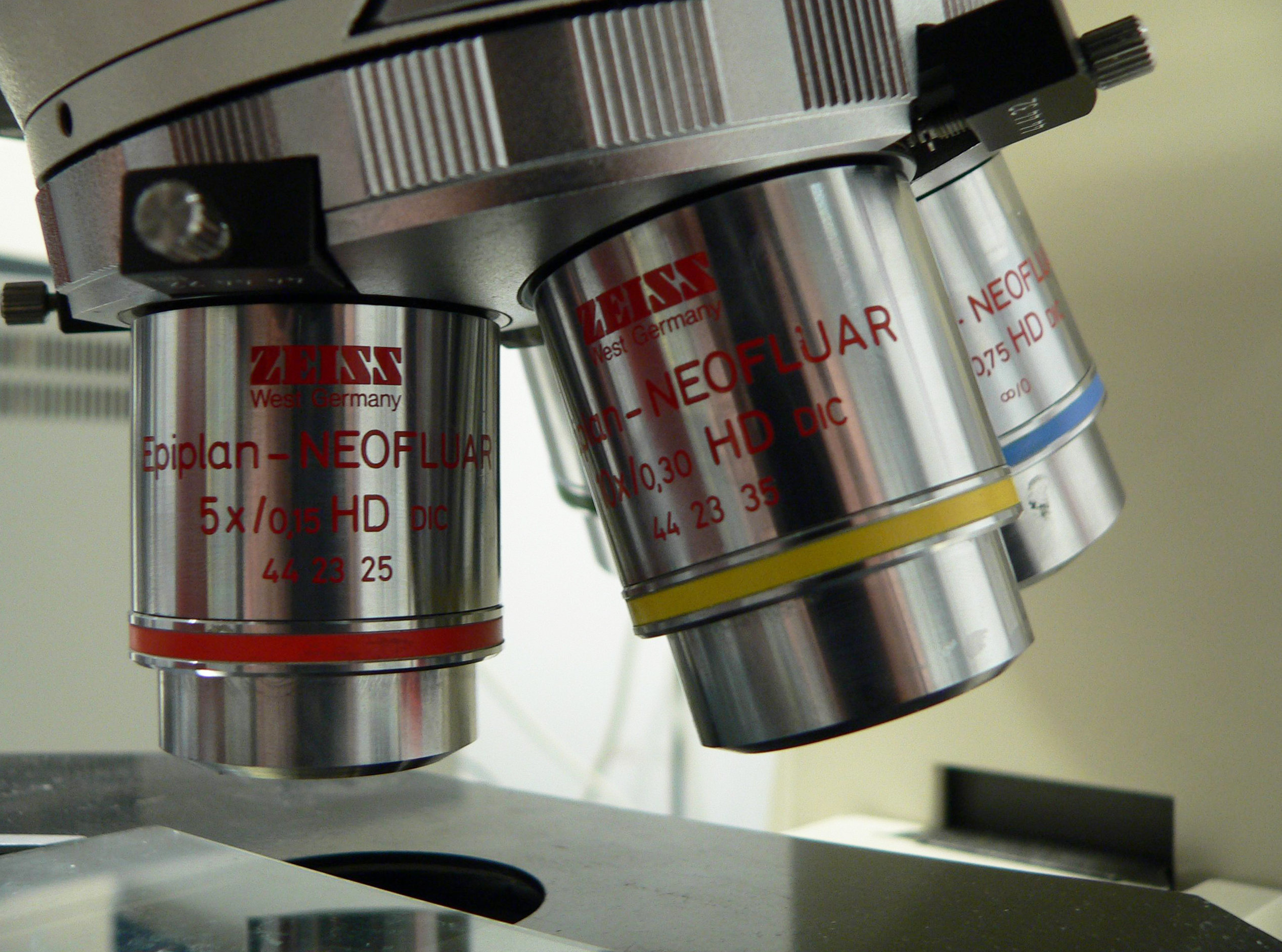
Microscoopobjectieven op een zogenaamde revolverkop

Een objectief is het onderdeel van een optisch instrument, zoals een fototoestel, een microscoop of een telescoop, dat dient om een object af te beelden. Het objectief wordt op het te bekijken of te fotograferen object gericht. Het ontstane beeld kan op verschillende wijzen verder worden verwerkt. In een camera wordt het beeld rechtstreeks opgenomen op een lichtgevoelige film of plaat, of op een elektronische beeldsensor. In een telescoop, een microscoop en vergelijkbare instrumenten wordt het beeld door een oculair bekeken.
De naam objectief is ontleend aan het feit dat het objectief het waar te nemen voorwerp afbeeldt.
Het objectief kan uit één lens bestaan, zoals bij de ouderwetse boxcamera’s van vroeger, maar omvat meestal meer lenzen. Samen corrigeren deze de afbeeldingsfouten die enkelvoudige lenzen hebben. Een objectief heeft net zoals iedere aparte lens een brandpuntsafstand, maar is altijd zo geconstrueerd, dat die om het beeld scherp te maken, kan worden ingesteld. Het is met een zoomobjectief mogelijk in te stellen hoeveel het beeld wordt vergroot. Dat gaat ook door het veranderen van de brandpuntsafstand, maar in een andere verhouding.

## Toepassingen
Afhankelijk van de toepassing kunnen aan een objectief bijzondere eisen worden gesteld.

### Fotografie
Een fotografisch objectief moet op zeer verschillende afstanden kunnen scherpstellen. Welk bereik dat is, hangt weer af van de details: voor telefotografie hoeft men niet al te dichtbij te kunnen scherpstellen. En voor macrofotografie is scherpstellen op grote afstand niet nodig. Door met deze dingen rekening te houden, kan het ontwerp voor een kleiner scherpstelbereik worden geoptimaliseerd, waardoor het objectief minder duur kan worden.
Met uitzondering van macrofotografie geldt in het algemeen dat de voorwerpsafstand varieert van oneindig tot enkele malen de brandpuntsafstand.

### Projectoren
Bij projectoren moet het objectief worden aangepast aan de gewenste projectieafstand. Hoe groter die afstand, des te groter is ook het oppervlak waarover het geprojecteerde licht wordt verdeeld, en des te zwakker wordt het beeld. Het objectief moet dus niet alleen de juiste brandpuntsafstand hebben, maar ook de juiste lichtsterkte.

### Telescopen
Telescopen vergroten het onderwerp sterk. Sterke vergroting zorgt voor lage lichtsterkte omdat weinig licht over een groot oppervlak wordt verspreid. Daarom hebben sterke telescopen grote lenzen en spiegels, om zo veel mogelijk licht te vangen. Bij spiegeltelescopen is een spiegel een onderdeel van het objectief. De spiegels zijn vaak zo groot, dat zij gesegmenteerde zijn opgebouwd. Kenmerkend is verder dat de voorwerpsafstand altijd oneindig is. In wetenschappelijke toepassingen wordt vaak een camera gebruikt in plaats van een oculair. Een camera biedt de mogelijkheid een fotografische plaat lang te belichten zodat zeer lichtzwakke objecten zichtbaar worden. Tevens kunnen de foto’s worden opgeslagen of gepubliceerd.

### Verrekijkers
Verrekijkers zijn eigenlijk mini-telescopen. Ze worden ook gebruikt op afstanden (veel) minder dan oneindig en hebben dus een veel ruimer scherpstelbereik nodig.

### Microscopen
Bij microscopen is de beeldafstand gewoonlijk groter dan de voorwerpsafstand. Immers de vergrotingsverhouding is de verhouding tussen deze beide afstanden, en die verhouding moet uiteraard groter dan een zijn. In die zin zou men microscopie kunnen vergelijken met een extreme vorm van macrofotografie